# Open Your Eyes (film)
Open Your Eyes (originaltitel: Abre los ojos) är en spansk drama/science fiction-film från 1997, skriven och regisserad av Alejandro Amenábar. Filmen gjordes 2001 om i en Hollywoodversion under namnet Vanilla Sky med Tom Cruise och Penélope Cruz i huvudrollerna.

## Handling
César, en ung, snygg och framför allt rik man, möter den vackra Sofia. Han blir blixtförälskad och inser snabbt att hon är kvinnan i hans liv, men hans ex-flickvän, den svartsjuka Noria, är av en annan åsikt. När han efter en olycka får sitt ansikte demolerat förändras hela hans liv. Han inser att han för första gången i sitt liv har hamnat i en situation som han inte kan köpa sig ur. César dras in i en värld av galenskap, där han inte längre kan urskilja vem som är vän och vem som är fiende.

## Rollista (i urval)
- Eduardo Noriega - César
- Fele Martínez - Pelayo
- Penélope Cruz - Sofia
- Najwa Nimri - Nuria

## Om filmen
- Alejandro Amenábar fick sin första idé till filmen efter att ha drömt hemska mardrömmar när han hade influensa.
- Filmen har nåt stora framgångar världen över, bland annat vann den Tokyo Grand Prix på Tokyo International Film Festival 1998 samt pris för bästa regi på Berlin International Film Festival samma år.
- Filmen hade spansk premiär den 19 december 1997 och premiär i Sverige den 3 juni 1998 under filmfestivalen Popcorn på Södra Teatern i Stockholm.
- Rollen som Sofia i filmen är Penélope Cruz första stora roll.
- 1998 använde sig Pedro Almodovar av samma möbler som finns i Cèsars lägenhet, då han spelade in filmen Köttets lustar.